# Blåhaj
Blåhaj (pronúncia sueca: [ˈbloːˌhaj]; literalmente "Tubarão Azul" em sueco, estilizado BLÅHAJ) é um bicho de pelúcia fabricado e vendido pela empresa sueca IKEA. Ele se assemelha a um tubarão azul e é feito de poliéster reciclado, a pelúcia ganhou destaque como um meme popular na internet, principalmente na comunidade transgênero. Já foi usado como mascote da IKEA em alguns países.

## Produção e distribuição
Em 2010, a empresa começou a vender um tubarão de pelúcia cinza chamado “Klapper Haj”, porém em 2012, a cor da pelúcia foi mudada para azul, mas continuou com o mesmo nome até 2015, onde foi mudado para Blåhaj.